# Disney Adventure World
Walt Disney Studios Park is een attractiepark in Frankrijk en is onderdeel van Disneyland Paris. Het is het tweede attractiepark binnen dit resort, dat geopend werd op 16 maart 2002. Het park ligt in het westen van het resort, pal naast de entree van het Disneyland Park. Disney Adventure World is gebaseerd op het Amerikaanse attractiepark Disney's Hollywood Studios en is het kleinste Disney-park ter wereld.

## Geschiedenis

### Oorsprong
In de tijd voor de opening van het Walt Disney Studios Park in 2002 was het een traditie van Disney om in elk Disneyresort een zogenaamde animatiestudio te hebben. De studio voor Disneyland Paris was echter gesitueerd in Parijs en had verder niets te maken met het resort. Dit komt doordat de studio oorspronkelijk niet van Disney was, maar van de gebroeders Brizzi. Disney kocht de studio rond 1990 en doopte Brizzi Studio om in Walt Disney Feature Animation Paris. De eerste films van deze studio waren A Goofy Movie en een kort filmpje van Mickey Mouse, Short Runaway Brain. In 2004 werd de studio gesloten toen de verschillende animatiestudio's werden gesloten om kosten te besparen. Het idee voor een studio voor het Disneyland Paris-resort werd toen echter wel geboren.

### Opening
In 1996 was de opening voor Disney's MGM Studios Europe, een nieuw park voor Disneyland Paris, gepland. Dit is echter nooit doorgegaan, vanwege de financiële crisis waarin het resort zich toen bevond. Toen het resort zich later financieel weer begon te ontwikkelen, is er gekozen voor een kleinschalig park in de trend van de filmwereld, onder de naam Walt Disney Studios Park. Het park moest in een vrij snel tempo ontworpen en gerealiseerd worden op een zo goedkoop mogelijke manier. Dit moest mede onder druk van de Franse overheid. Uiteindelijk opende het park op 16 maart 2002. Attracties van het eerste uur waren: Flying Carpets Over Agrabah, Armageddon - Les Effets Speciaux, Rock 'n' Roller Coaster Starring Aerosmith en Studio Tram Tour: Behind the Magic. Het park ontving echter veel kritiek en ook het ontwerpteam van Walt Disney Imagineering was negatief over het park.

### Uitbreidingen

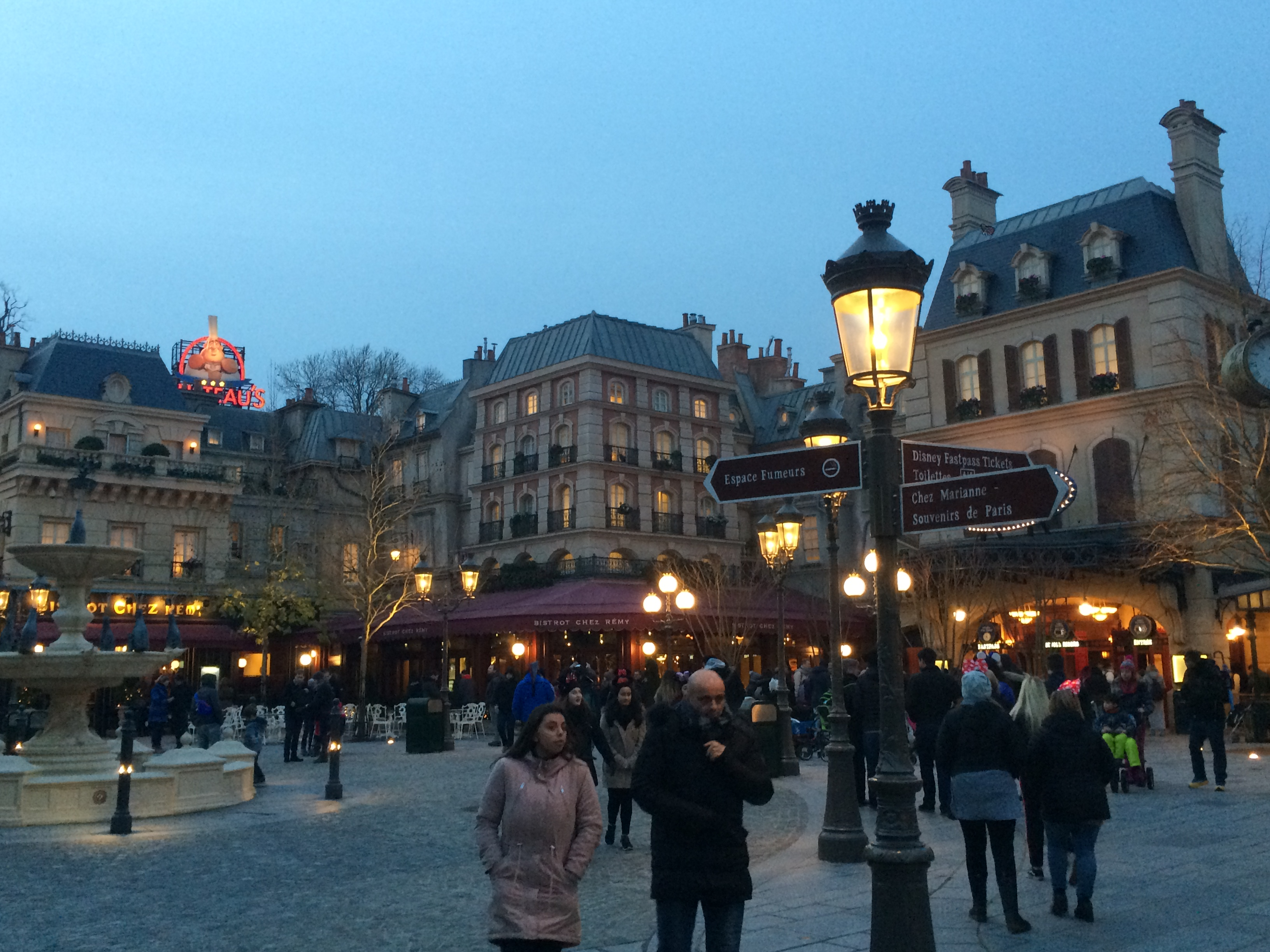
Exterieur van de darkride Ratatouille.

Een aantal jaren na de opening van het park begon Disney in te zien dat het park te weinig bood om een hele dag in het park te besteden. Het park werd daarom in 2007 uitgebreid met de Toon Studio, in het gebied van de Animation Courtyard. Het nieuwe gebied werd gedecoreerd als een cartoon-gebied dat het werk voor de tekenfilms van Disney zou moeten representeren en waar Disneyfiguren konden worden ontmoet. Dit idee is uniek voor alle Disneyparken in de wereld en is alleen voor het Walt Disney Studios Park ontworpen, samen met vier nieuwe attracties, en andere faciliteiten zoals The Twilight Zone Tower of Terror en Crush's Coaster geopend. Een jaar later werd Stitch Live! in het park geopend ter vervanging van de Disney Channel Studio Tour.
In 2009 werd ter gelegenheid van het 15-jarig jubileum de attractie Cars Quatre Roues Rallye en nieuw amusement aan het park toegevoegd. In augustus een jaar later het sub-themagebied Toy Story Playland, gebaseerd op de Disney-Pixar-trilogie Toy Story. De voorwerpen en decoratie in Toy Story Playland zijn extra uitvergroot en moeten voor bezoekers het idee wekken dat zij gekrompen zijn en zich in de tuin van Andy bevinden. Er zijn drie attracties te vinden: RC Racer, Slinky Dog Zigzag Spin en Toy Soldiers Parachute Drop. Het is de eerste Toy Story Playland van alle Disney-parken ter wereld.
Op 10 juli 2014 werd de attractie Ratatouille: L'Aventure Totalement Toquée de Rémy, de eerste darkride van het park, geopend.

### Overname Walt Disney Company
Vlak na de overname in 2017 door de Walt Disney Company, gaf deze aan om ruim €2 miljard te investeren in het Disney-resort. Een groot deel van dat geld zou worden besteed aan het uitbreiden en deels herinrichten van het Walt Disney Studios Park. Hiervoor heeft de Walt Disney Company een masterplan gemaakt dat over een paar jaar uitgerold werd. In 2019 werd hiermee gestart. De eerste fase van het project is het ombouwen van het themagebied Backlot tot het themagebied Avengers Campus. Hiervoor werd op 31 maart 2019 de attractie Armageddon - Les Effets Speciaux gesloten en kort hierna afgebroken. De attractie moest plaats maken voor een nieuwe Interactieve darkride Spider-Man W.E.B. Adventure. Op 1 september werd de achtbaan Rock 'n' Roller Coaster ook gesloten. Echter werd deze attractie niet afgebroken, maar wordt volledig omgebouwd naar Avengers Assemble: Flight Force Op 5 januari 2020 sloot de attractie Studio Tram Tour: Behind the Magic om plaats te maken voor nieuwe uitbreidingen van het park in westelijke richting. De attractie werd deels gesloopt. Het niet gesloopte deel kreeg een nieuwe naam, nieuw stationsgebouw en ander thema en opende in 2020 als Cars Route 66 Road Trip . Het gebied wat vrij komt zal gebruikt worden voor het realiseren van verschillende themagebieden waaronder de World of Frozen.
Vanwege de uitbraak van het Coronavirus en de daarbij behorende maatregelen, sloot het park tijdelijk de deuren vanaf 14 maart 2020. Ook de bouwwerkzaamheden voor nieuwe attracties en uitbreidingen werden stilgelegd. Op 15 juli heropende het attractiepark de deur weer voor bezoekers. Echter waren er diverse maatregelen genomen zoals het verplicht reserveren van een bezoek, een maximum aantal bezoekers, diverse desinfectiepunten en het verplicht dragen van een mondmasker. Het themapark sloot opnieuw de deuren vanaf 30 oktober vanwege de oplopende besmettingen in heel Frankrijk. Op 17 juni 2021 heropende het attractiepark voor bezoekers. Diezelfde dag werd de attractie Cars Route 66 Road Trip officieel opengesteld, nadat het op 15 en 16 juni 2021 al geopend was tijdens een vooropening van de parken voor abonnees.
Op 27 augustus 2021 werd het themagebied Worlds of Pixar geïntroduceerd in het park. Dit themagebied omvangt een deel van Toon Studio: Toy Storyland, Crush Coaster, Ratatouille, Cars Route 66 en Cars Quatre Roues Rallye. Een aantal attracties zoals de Les Tapis Volants valt buiten het nieuwe themagebied en blijft onder Toon Studio. Op 20 juli 2022 opende het themagebied Avengers Campus voor het publiek inclusief de attracties Spider-Man W.E.B. Adventure en Avengers Assemble: Flight Force.
Op 12 april 2024 werden ter gelegenheid van de 32ste verjaardag van het resort een aantal aankondigingen gedaan over de toekomstige uitbreidingen aan het park. Het park moet in tegenstelling tot het Disneyland Park enkele immersieve werelden gaan huisvesten. Studio 1 sluit in april 2024 en zal in de lente van 2025 opnieuw openen als uitbreiding van het entreegebied. Het wordt een moderne openlucht studio die gasten uitnodigt om in het hart van Hollywood een glamoureuze filmpremière bij te wonen: de World Premiere. In het gebied achter Studio 1 zal een laan worden aangelegd: World Premiere Plaza. Toy Story Playland zal een extra toegang krijgen vanaf het centrale meer in het uitgebreide deel van het park. Rondom het meer komt ook nog een nieuw restaurant, een molen gethematiseerd naar Rapunzel, extra entertainment en twee uitgebreide themagebieden waarvan de eerste werd aangekondigd als de World of Frozen. Wanneer dit themagebied zal openen, zal ook het park openen onder een nieuwe naam: Disney Adventure World.
Op 11 augustus 2024 werd tijdens het jaarlijkse D23-fanevenement een nieuwe uitbreiding voor Disney Adventure World aangekondigd: een waterattractie gebaseerd op The Lion King, waarvan de bouw naar verwachting in 2025 zal beginnen. Daarnaast werd bekendgemaakt dat World of Frozen in 2026 zijn deuren zal openen.

## Themagebieden
Het Walt Disney Studios Park bestaat uit verschillende themagebieden of zogenaamde 'lots' en is opgebouwd zoals een echte filmstudio met de gebieden zoals het Frontlot en Production Courtyard. Alleen het themagebied Toon studio is niet in een echte filmstudio te vinden en heeft daarom een apart verhaal: in dit themagebied proberen de animatiefiguren uit de studio's te 'ontsnappen'. Daarom zijn er in dit themagebied veel meer outdoorattracties te vinden dan in de rest van het park en heeft ook de indoorattractie Crush's Coaster een outdoorgedeelte.

### Huidige themagebieden

#### Frontlot
Frontlot is de naam van de eerste zone in de Walt Disney Studios en is gebaseerd op de architectuur van Hollywood in de jaren 30. Men komt het park binnen via de Place des Frères Lumière. Vervolgens komt men terecht in Disney Studio 1. Dit is een enorme opnamestudio voor de fictieve film "Lights, Camera, Hollywood!" met decors die een winkel en een restaurant verbergen. Naast studios 1 staat de bijna 50 meter hoge Earffel Tower. Een verwijzing naar de Eiffeltoren in Parijs. Samengevat kan de Frontlot als de entreezone van het attractiepark beschouwd worden.

#### Toon Studio
Vanaf de opening van het park tot in 2007 ging het themagebied door het leven als Animation Courtyard. Het themagebied bestaat uit diverse grote gebouwen die zich voordoen als studiohal. Bij de entree van het themagebied is een gebouw te vinden met daarop een grote blauwe puntmuts. Dit is de hoed van tovenaarsleerling Mickey Mouse. Tot en met 2019 bevond zich hier The Art Of Disney Animation, een interactief museum. Het themagebied bevat onder meer de attractie Flying Carpets over Agrabah. Tot 27 augustus 2021 was Toon Studio groter qua omvang en omvatte ook alle attractie die betrekking hadden op Pixar. Dit dele is echter opgegaan in het themagebied Worlds of Pixar.

#### Production Courtyard
Dit themagebied betreedt men direct na de entreezone en staat in het teken van het maken van Hollywoodfilms. Een blikvanger is de Hollywood Boulevard. Dit is een nagemaakte straat uit Hollywood. Bezoekers kunnen precies zien hoe zo'n filmset van achter de schermen eruitziet. Voor de Hollywood Boulevard bevindt zich een standbeeld van Walt Disney en Mickey Mouse die samen hand in hand zijn, terwijl Walt ergens naartoe wijst. Aan het eind van de Hollywood Boulevard bevindt zich The Twilight Zone Tower of Terror. Verder bevindt zich in dit themagebied de interactieve show Stitch Live!.

#### Worlds of Pixar
Het themagebied is geïntroduceerd op 27 augustus 2021 en omvat attracties met betrekking tot de films en personages van Pixar Animation Studios. Zo vindt men er de attracties omtrent Ratatouille, Toy Story, Cars en Finding Nemo. 

#### Avengers Campus
Avengers Campus is een themagebied in het zuiden van het park dat draait om de personages van Marvel Comics. Het themagebied opende op 20 juli 2022 en verving hiermee het themagebied Backlot. Avengers Campus omvat twee attracties: Spider-Man W.E.B. Adventure en Avengers Assemble: Flight Force. Ook zijn er diverse horecagelegenheden te vinden.

### Voormalige themagebieden

#### Backlot
Het Backlot lag in het zuiden van het attractiepark telde drie attracties, de stuntshow Moteurs... Action! Stunt Show Spectacular, Armageddon - Les Effets Speciaux en Rock 'n' Roller Coaster Starring Aerosmith. Het themagebied werd eind jaren 10 in fases gesloten om vervangen te worden door het themagebied Avengers Campus.

## Bezoekersaantallen
Op 2013, 2014 en 2015 na verbrak het attractiepark jaarlijks zijn eigen bezoekersrecord.
| 2005      | 2008      | 2009      | 2010      | 2011      | 2012      | 2013      | 2014      | 2015      | 2016      | 2017      | 2018      | 2019      |
| --------- | --------- | --------- | --------- | --------- | --------- | --------- | --------- | --------- | --------- | --------- | --------- | --------- |
| 2,100,000 | 2,612,000 | 2,655,000 | 4,500,000 | 4,710,000 | 4,800,000 | 4,470,000 | 4,260,000 | 4,440,000 | 4,970,000 | 5,200,000 | 5,298,000 | 5,245,000 |